# Прохорово (Челябінська область)
Прохорово (рос. Прохорово) — присілок у Сосновському районі Челябінської області Російської Федерації.
Входить до складу муніципального утворення Долгодеревенське сільське поселення. Населення становить 387 осіб (2010).

## Історія
Від січня 1924 року належить до Сосновського району Челябінської області (спочатку Челябінського району).
Згідно із законом від 9 липня 2004 року органом місцевого самоврядування є Долгодеревенське сільське поселення.

## Населення
| 2002 | 2010 |
| ---- | ---- |
| 373  | ↗387 |